# الهجر (البيضاء)

تعديل مصدري - تعديل

الهجر هي إحدى قرى عزلة الهجرة بمديرية البيضاء التابعة لمحافظة البيضاء، بلغ تعداد سكانها 167 نسمة حسب تعداد اليمن لعام 2004.